# Saint-Apollinaire-de-Rias
Saint-Apollinaire-de-Rias – miejscowość i gmina we Francji, w regionie Owernia-Rodan-Alpy, w departamencie Ardèche.
Według danych na rok 1990 gminę zamieszkiwało 128 osób, a gęstość zaludnienia wynosiła 15 osób/km² (wśród 2880 gmin regionu Rodan-Alpy Saint-Apollinaire-de-Rias plasuje się na 1493. miejscu pod względem liczby ludności, natomiast pod względem powierzchni na miejscu 1239.).